# Нагрудний знак «За досягнення у військовій службі»
Почесний нагрудний знак Начальника Генерального штабу «За досягнення у військовій службі» — українська відомча нагорода, якою нагороджуються військовослужбовці Збройних Сил України. Цей нагрудний знак має два ступені (І та ІІ ступеня), вищим з яких є нагрудний знак І ступеня.

## Історія нагороди
Заснована відповідно до наказу Начальника Генерального штабу — Головнокомандувача Збройних Сил України № 136 від 24 липня 2006 року (зі змінами від 14.04.2008 № 41, від 01.09.2011 № 163).

## Положення про відзнаку
У положенні про почесний нагрудний знак начальника Генерального штабу — Головнокомандувача Збройних Сил України «За досягнення у військовій службі» зазначається, що нагородження ним здійснюється, як правило, один раз на рік до Дня Збройних Сил України.
Нагрудним знаком ІІ ступеня військовослужбовці Збройних Сил України можуть бути нагороджені за високі показники протягом одного навчального року, а нагрудним знаком І ступеня — протягом двох і більше навчальних років.
Крім того, нагородження може бути здійснено і в інших випадках за рішенням начальника Генерального штабу — Головнокомандувача Збройних Сил України.

## Опис відзнаки
- Почесний нагрудний знак начальника Генерального штабу — Головнокомандувача Збройних Сил України «За досягнення у військовій службі» І ступеня виготовляється зі сплаву міді з декоративним гальванічним покриттям позолотою товщиною 0,1 мкм (позолота покладена на попередньо нікельовану деталь) і має форму кола діаметром 32 мм, та товщиною не менш ніж 2,5 мм. На лицьовому боці нагрудного знаку, у центрі, розміщено емблему Генерального штабу Збройних Сил України. Сторони хреста емблеми покрито емаллю малинового кольору, медальйон — емаллю синього кольору.

- Зображення у центрі оточує напис «За досягнення у військовій службі» та дві лаврові гілочки. Всі зображення і напис рельєфні. Нагрудний знак має випуклий бортик. За допомогою вушка з кільцем нагрудний знак з'єднується з прямокутною колодкою виготовленої з сплаву міді, обтягнутою стрічкою. Розмір колодки: довжина — 45 мм, ширина — 28 мм, товщина — 0,8 мм. На зворотному боці колодки — застібка для прикріплення нагрудного знаку до одягу.

- Нагрудний знак II ступеня є такий самий, як і нагрудний знак І ступеня, але виготовляється зі сплаву міді з декоративним гальванічним покриттям нікелем. На емблемі Генерального штабу Збройних Сил України зображення Знаку Княжої Держави Володимира Великого, крил, якоря, мечів, пружки хреста і медальйона — з локальним декоративним гальванічним покриттям позолотою. За допомогою вушка з кільцем нагрудний знак з'єднується з прямокутною колодкою виготовленої з сплаву міді з гальванічним покриттям нікелем або з нержавіючої сталі, обтягнутою стрічкою. Розмір колодки: довжина — 45 мм, ширина — 28 мм, товщина — 0,8 мм. На зворотному боці колодки — застібка для прикріплення нагрудного знаку до одягу.

- Стрічка нагрудного знаку шовкова муарова малинового кольору з поздовжніми синіми і жовтими смужками посередині:

для І ступеня — з одною синьою і двома жовтими смужками. Ширина синьої смужки — 2 мм, жовтих — по 4 мм.
для II ступеня — з двома синіми і одною жовтою смужкою. Ширина жовтої смужки — 6 мм, синіх — по 2 мм.
- Ширина стрічки — 28 мм.

## Порядок носіння відзнаки
Почесний нагрудний знак начальника Генерального штабу — Головнокомандувача Збройних Сил України «За доблесну військову службу Батьківщині» носять з лівого боку грудей після державних нагород України та заохочувальних відзнак Міністерства оборони України або нижче них. За наявності почесного нагрудного знака начальника Генерального штабу — Головнокомандувача Збройних Сил України «За заслуги перед Збройними Силами України» розміщують після нього.